# Keynes-Effekt
Der sogenannte Keynes-Effekt behauptet eine die Konjunktur belebende Wirkung der Deflation durch die mit der Anpassung der Kassenhaltung sinkenden Zinsen. Die Bezeichnung nach Keynes beruht auf der Neoklassischen Synthese von John R. Hicks und steht in völligem Widerspruch zu den Ansichten von John Maynard Keynes zur Wirkung von Deflation auf die Konjunktur. Es handelt sich um einen indirekt über den Wertpapiermarkt auf die Investition wirkenden Effekt auf die Güternachfrage. Durch die mit sinkenden Preisen überhöhte Kassenhaltung steige die Nachfrage nach Wertpapieren, damit sinken die Zinsen und die Investitionen nehmen zu. Im IS-LM-Modell verschiebt sich die LM-Kurve nach rechts, Einkommen und Beschäftigung steigen.

## These und Begründung
Durch ein sinkendes Preisniveau steige die reale Kassenhaltung (Transaktions- und Spekulationskasse) über den Umfang der gewünschten Kassenhaltung und die Haushalte und Unternehmen versuchen durch eine höhere Nachfrage am Anleihemarkt die überhöhte Kassenhaltung wieder abzubauen. Dabei kommt es mit der höheren Nachfrage zu einem Anstieg der Anleihenkurse und daraus resultierend zu sinkenden Zinsen. Bei sinkenden Zinsen steigen Investition, Güternachfrage und Beschäftigung.
Bei einem steigenden Preisniveau ergibt sich der genau umgekehrte Effekt. Im IS-LM-Modell ist das Preisniveau keine eigenständige Determinante der gesamtwirtschaftlichen Güternachfrage. Deshalb haben Preisänderungen keinen direkten Einfluss auf die Güternachfrage. Jedoch wirkt eine Preisänderung auf dem Geldmarkt. Gemäß der Geldmarktgleichgewichtsbedingung M/P = L (wobei M/P für das reale Geldangebot und L für die gesamtwirtschaftliche Geldnachfrage steht) zieht eine Preisniveauerhöhung eine Senkung der realen Geldmenge nach sich. Daraus resultiert ein Nachfrageüberschuss auf dem Geldmarkt. Die Wirtschaftssubjekte sind nun bereit, Wertpapiere liquide zu machen, um ihre Nachfrage nach Geld zu befriedigen. Ein Angebotsüberschuss auf dem Wertpapiermarkt zieht aber annahmegemäß (Kurswert = Nominalverzinsung / Marktzins) sinkende Kurse und steigende Zinsen nach sich.
Der Zins ist nun aber eine Determinante der gesamtwirtschaftlichen Güternachfrage und bewirkt eine entsprechende Steigerung oder Senkung der privaten Nettoinvestitionen. Daraus resultiert eine Steigerung oder Senkung der Güternachfrage und damit auch eine Steigerung oder Senkung des gesamtwirtschaftlichen Gleichgewichtseinkommens, da sich das Güterangebot annahmegemäß flexibel der Güternachfrage anpasst.
Preisniveauänderungen bewirken also isoliert gesehen äquiproportionale Zinsänderungen.
Der Keynes-Effekt wird auch als indirekt wirkender Realkasseneffekt bezeichnet, da die Preisänderungen erst über den Geldmarkt und dann über den Transmissionskanal des Zinses auf den Gütermarkt wirken.

## Sonderfälle
Der Keynes-Effekt ist unwirksam, wenn die private Investitionsnachfrage vollkommen zinsunelastisch ist, also nicht auf Zinsänderungen reagiert. Hier sind lediglich auf dem Geldmarkt Änderungen zu sehen (Investitionsfalle).
Weiter ist eine Erhöhung der realen Geldmenge durch eine Senkung des Preisniveaus ohne Wirkung auf die Investitionsnachfrage, wenn wir uns bereits in der Liquiditätsfalle befinden. Das Überschussangebot auf dem Geldmarkt fließt nun vollständig in die Spekulationskasse, da die Wirtschaftssubjekte aufgrund pessimistischer Zinserwartungen nur Geld und keine Wertpapiere halten wollen.

## Kritik
Die These einer konjunkturbelebenden Wirkung der Deflation stützt sich auf die mit dem Fall der Preise sinkenden Nominalzinsen. Es kommt jedoch mit dem Fall der Preise zu einem steigenden Realzins, der sich aus dem Nominalzins zuzüglich der Deflationsrate ergibt. Für Investitionen und die Konjunktur ist der Realzins maßgeblich. Nach Keynes ist eine Deflation verheerend für die Beschäftigung, weil die Unternehmer die Produktion einschränken, wenn sie weiter sinkende Löhne und Preise erwarten.
Der Realkasseneffekt aus der Wertsteigerung der umlaufenden Geldmenge ist nach Paul Krugman zu vernachlässigen. Dem Anstieg der Kaufkraft der Geldmenge durch die Deflation stehen vielfach größere Verluste etwa des Immobiliensektors gegenüber, wie in der aktuellen Finanzkrise. In der Weltwirtschaftskrise 1929–33 kam es durch die Deflation zu einem enormen Verfall der Börsenkurse. Sinkende Preise entwerten ebenfalls alle Investitionen in Immobilien und mit den sinkenden Verkaufserlösen ihrer Produkte die Farmen und Fabriken.
Die Benennung des Effektes nach Keynes stützt sich nur auf eine einmalige und noch im gleichen Absatz stark eingeschränkte Aussage, dass eine Herabsetzung von Löhnen und Preisen zu sinkenden nominalen Zinsen führen und die Investitionen begünstigen könne. Grundsätzlich war Keynes der Ansicht, dass Deflation negativ auf Konjunktur, Investitionen und Beschäftigung wirke.

## Vergleichbare Konzepte
Allen vergleichbaren Konzepten ist gemeinsam, dass sie wie der Keynes-Effekt völlig im Gegensatz zur Auffassung von Keynes über die krisenverschärfenden Folgen der Deflation eine die Konjunktur belebende Wirkung der Deflation behaupten, die in einer Krise wieder zu wirtschaftlichem Gleichgewicht und Vollbeschäftigung führen würde.

### Der Realkassen-Effekt
Beim Realkasseneffekt (real balance effect) steigt die Realkasse durch ein sinkendes Preisniveau über oder sinkt durch ein steigendes Preisniveau unter die gewünschte Kassenhaltung. Im IS-LM-Modell kommt es bei niedrigeren Preisen zu einer Rechtsverschiebung der LM-Kurve und des Schnittpunktes mit der IS-Kurve. Der Realkassen-Effekt ist die Grundlage für die nach Pigou, Keynes und Patinkin benannten Effekte.

### Der Pigou-Effekt
Der Pigou-Effekt gleicht in seiner Wirkungsweise generell dem Realkasseneffekt, betont aber besonders den Vermögenseffekt für die Halter der Staatsanleihen, bei denen durch das rückläufige Preisniveau das Gefühl entsteht, wohlhabender zu sein. Daher erhöhen sich ihre Konsumausgaben und damit die in einer Volkswirtschaft nachgefragte Gütermenge.

### Der Patinkin-Effekt
Der Ansatz von Don Patinkin ist als erweiterter Realkasseneffekt oder Realkassenhaltungs-Effekt bekannt. Die reale Kassenhaltung wird nach einer Preisänderung durch eine steigende oder sinkende Konsumnachfrage an die gewünschte Kassenhaltung angepasst. Sinkende Preise führen also durch die erhöhte Realkasse zu steigender Güternachfrage. Dabei betrachtet Don Patinkin die Kassenhaltung unter dem Nutzenkonzept und es wird ein Gleichgewicht des Grenznutzens der Kassenhaltung mit dem Grenznutzen zusätzlichen Konsums angestrebt.